# Raimund Kuchar
Raimund Kuchar (* 18. August 1909 in Brünn; † 26. Juni 1968 in Salzburg) war ein österreichischer Schauspieler, Regisseur und Theaterleiter.
Raimund Kuchar besuchte die deutsche Realschule. Entgegen den Wünschen seiner Erzieher machte er in Brünn und Wien eine Schauspielausbildung. Sein Bühnendebüt gab er 1931. Der Charakterdarsteller spielte in den folgenden Jahren an fast allen deutschsprachigen Theatern der Tschechoslowakei, vor allem in Brünn und Mährisch-Ostrau. Während des Zweiten Weltkriegs war er kriegsdienstverpflichtet und geriet in Kriegsgefangenschaft.
Nach dem Krieg spielte Kuchar zunächst in München und an weiteren Theatern in Bayern. Er war einige Jahre lang Direktor des Theaterunternehmens „Die Ackermannspieler“. 1957 kam er nach Wien, wo er an Kellertheatern als Regisseur zeitgenössischer Stücke tätig war. Er inszenierte etwa die österreichische Erstaufführung von Jacques Audibertis Quoat-Quoat am Experiment am Liechtenwerd. In der Folge wurde Raimund Kuchar als Schauspieler und Regisseur ans Stadttheater Klagenfurt verpflichtet. Zu seinem Repertoire gehörten Rollen als „schwerer Held“ und Väterdarsteller. Er wirkte auch an mehreren ORF-Hörspielen als Sprecher mit. Zuletzt war er Schauspieler am Salzburger Landestheater, an das ihn Intendant Gandolf Buschbeck 1967 holte.
Raimund Kuchar war zweimal verheiratet. Aus erster Ehe stammt eine Tochter. Kuchar starb unerwartet an einem Herzanfall. Sein Grab befindet sich auf dem Wiener Zentralfriedhof.